# 何佐芝
何佐芝，GBS，OBE，JP（1918年11月3日—2014年6月4日），香港企業家，商業電台創辦人、名譽主席。本名世義，乃鉅商。1959年創立商業電台；1971年創立佳訊傳呼；1975年創立佳藝電視但三年後倒閉。何佐芝一生心繫香港，熱心公益，成立「何佐芝馮月燕慈善基金」。商台舉辦無數慈善籌款賑災活動，何佐芝多年來捐助無數獎學金給學界，培育人才。 何佐芝一生勤勞，常言做人要「忍得、捱得」，並且表示其管理哲學是「好就大家一齊好」，對員工如自己子姪，愛護有加。

## 生平
1918年11月3日於美國華盛頓出生，為何東爵士與看護朱春蘭的私生子，他少年就讀英皇書院，之後返回美國在柏克萊加州大學畢業。
1940年回港，初起任職於何東旗下物業管理公司，1950年與繆德維開始佐德股份有限公司經營貿易業務，代理洋酒、電器、收音機。
1956年，何東去世，何佐芝獲分5萬元遺產，較他的同父異母兄弟所得之金額少很多，但他用這5萬元白手興家。由於代理行業務出現下滑情況，何佐芝認為是由於節目數量不足，他便到澳門綠邨電台創辦人羅保爵士手中拿到廣播權，電台在第二年已達收支平衡，之後何佐芝回港向港督葛量洪申請電台牌照，又找來時任行政局議員羅文惠及鄧肇堅爵士任董事，最終在1957年12月從四個落標機構中中標投得牌照。
1959年8月26日正式開台，當時總部位於荔枝角（即今天美孚新邨）油庫附近，業主以2毫一尺租給商業電台作為臨時台址，當時的發射天線也是在電台，據何佐芝的親身測試當時商業電台的信號已覆蓋香港及九龍。第一年獲得盈利用於獎勵員工，第二年開始股東獲得利息。麗的呼聲的英國股東，更曾提出以100萬元收購，但遭何佐芝拒絕。
1968年，出任東亞銀行董事；1971年創立首家無線傳呼公司——商台傳呼，後改稱ABC佳訊傳呼，現為佳訊控股旗下公司；1973年，出任香港置地非執行董事。
1975年創立佳藝電視但三年後倒閉。而前廣播處長張敏儀表示，何佐芝1975年創辦佳藝電視，一年後已將股份全售予恆生銀行創辦人林炳炎之子林秀峰，其後佳視突然結業，原已和何佐芝無關，但他站出來，慷慨地用自己的錢支付員工遣散費，「佢嘅仁厚精神，所有老闆都應該學吓。」。商業電台雖至今仍為私人公司，但因為慣性收聽率，故此該電台相信自成立至今一路盈利頗豐。
1981年，出任怡和非執行董事；1991年，佳訊傳呼以佳訊控股上市；2003年退休辭去東亞銀行、香港置地及怡和非執行董事；並辭去商台主席一職改任榮譽主席，由其子何驥接任主席。
被委為太平紳士，獲大英帝國官佐勳章。2001年，獲香港特區政府頒授金紫荊星章；2008年，辭去佳訊控股董事，但仍出任商台企業有限公司董事長。
網上媒體巴士的報指，何佐芝早年患上膀胱癌，癌症已向腎臟等器官擴散，但病情一直受控制，起居生活如常，但受早前的商台續牌事件影響，令何佐芝過份緊張導致身體轉差，不能再活動自如，入住養和醫院。
2014年6月4日，於養和醫院安詳離世，享年95歲。商台網站台徽傍晚轉成黑色，並以黑底白字圖片宣告何佐芝逝世消息。商台將有一連串紀念何佐芝先生的節目，包括6月4日晚上11時至12時雷霆881及叱咤903聯播特輯「商業電台銘記何佐芝先生」，特輯乃重溫2009年8月商業電台五十周年台慶時接受節目有誰共鳴專訪，談及創辦商業電台點滴。

## 家庭
- 父親：何東
- 母親：朱春蘭
- 妻子：馮月燕（？－2006年）
  - 女兒：何騉
  - 兒子：何驥
    - 孫女：何鳳蓮

## 辦台理念
- 「社會責任優先，利潤其次」
- 「話到口中留幾句、理從是處讓三分」[5]
- 「香港民主一天未達成，呢個劇（十八樓C座）都會反映市民心聲」[6]